# Petersberger Modell
Das Petersberger Modell ist ein von der CDU im Jahre 1997 auf dem Petersberg bei Bonn beschlossenes Reformmodell für die Einkommensteuer.
Es sieht eine Senkung des Eingangssteuersatzes von 25,9 auf 15 Prozent vor, der Spitzensteuersatz soll von 53 auf 39 Prozent abgesenkt werden. Im Gegenzug werden zahlreiche Steuervergünstigungen aufgehoben, darunter auch Ausnahmeregelungen für Arbeitnehmer. Zur Gegenfinanzierung soll außerdem die Mehrwertsteuer um einen Prozent steigen. Insgesamt sieht das Modell eine Entlastung von Bürgern und Wirtschaft um 30 Milliarden Mark vor.
Die Umsetzung des Modells der damals regierungsführenden CDU wurde im Bundesrat von den SPD-geführten Ländern blockiert, insbesondere stieß es auf Widerstand von Oskar Lafontaine. Die nach der Bundestagswahl 1998 amtierende rot-grüne Regierung setzte jedoch von 2000 bis 2005 ein ähnliches Reformmodell um (Steuerreform 2000), bei dem der Eingangssteuersatz auf 15 (wie im Petersberger Modell) und der Spitzensteuersatz auf 42 Prozent gesenkt wurden. Im Koalitionsvertrag zwischen SPD und Bündnis 90/Die Grünen waren jedoch geringere Steuersatzsenkungen vorgesehen (Eingangssteuersatz: 19,9 %, Spitzensteuersatz: 48,5 %).